# Charles Stoullig
Charles Stoullig, né en 17 décembre 1861 à Paris et mort le 2 avril 1933 dans cette même ville, est un architecte français.

## Biographie
Charles Stanislas Stoullig naît le 17 décembre 1861, à Paris, au domicile parental sis 16, rue du Colisée. Il est le fils de Charles Dieudonné Stoullig (employé d’octroi et de mairie) et de Marie Crépin (couturière), mariés l’un à l’autre. 
Il commence à exercer l’architecture et la décoration à partir de 1883, puis fonde son cabinet en 1888. 
Il meurt le 2 avril 1933, à 1 h 30, toujours à Paris, en son domicile sis 129, rue de la Faisanderie,. Sa volonté étant respectée, ses obsèques sont célébrées dans « la plus stricte intimité ».

## Réalisations
À Paris :

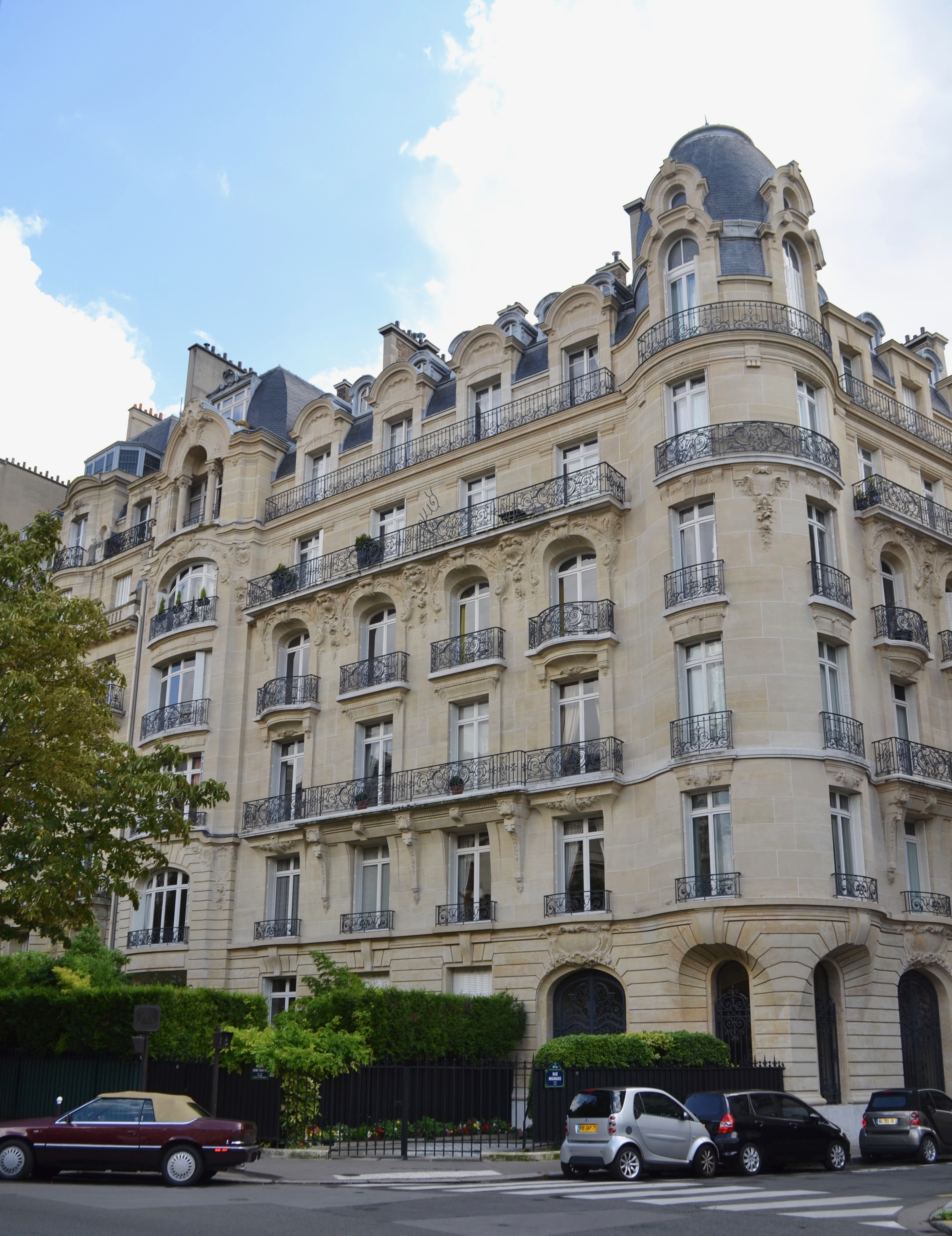
Immeuble au 83 avenue Henri-Martin.

- 1897 : immeuble sis 63, rue La Boétie (8e arrondissement) ;
- 1899 : immeuble sis 22, rue de Lübeck (16e arrondissement)[4] ;
- 1903 ou peu avant : immeuble sis 61, avenue Victor-Hugo et 1, rue Georges-Ville (16e arrondissement)[5] ;
- 1903 : immeuble sis 22, rue de la Boétie (8e arrondissement)[6] ;
- 1905 : immeuble sis 18, rue du Regard[7] ;
- 1909 : immeuble sis 83, avenue Henri-Martin et 1, rue Mignard (16e arrondissement), lauréat au concours de façades de la ville de Paris de cette même année[8] ;
- 1911 : immeuble sis 32, rue des Archives[9] ;
- 1919 : immeuble sis 198, avenue Victor-Hugo (16e arrondissement)[10].

## Critiques
Il est décrit en 1909 par un des rédacteurs de La Construction moderne comme étant « un de nos confrères parisiens les plus réputés, un de ceux dont les œuvres sont toujours marquées de ce cachet particulier auquel on reconnaît l’artiste au goût sûr et maître de son crayon ».

## Distinctions
- Chevalier de la Légion d'honneur (décret du 12 août 1923)[1]